# Hannelore Hauschild

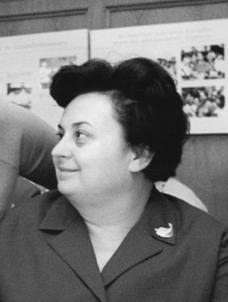
Hannelore Hauschild (1968)

Hannelore Hauschild (geborene Schmalz; * 17. Januar 1932 in Buckowin, Kreis Lauenburg in Pommern; † 18. Juli 2020 in Fredersdorf-Vogelsdorf) war eine deutsche Politikerin (SED) sowie FDJ- und DFD-Funktionärin.

## Leben
Hauschild, Tochter eines Lehrers, besuchte die Volks- und Oberschule. 1949/1950 war sie als Pionierleiterin, danach bis 1953 als Instrukteurin beim Zentralrat der FDJ tätig. 1953 wurde sie Mitglied der SED. Von 1953 bis 1956 leitete sie das Haus der Jungen Pioniere in Greifswald. Von 1956 bis 1960 war sie Mitarbeiterin der SED-Kreisleitung Greifswald. Nach dem Besuch der Bezirksparteischule Rostock (1960/1961) wirkte sie dort bis 1962 als Lehrerin. Von 1962 bis 1968 absolvierte sie ein Fernstudium an der Pädagogischen Hochschule Potsdam mit dem Abschluss als Diplomlehrerin für Marxismus-Leninismus. Hauschild war von 1964 bis 1977 Mitglied der SED-Bezirksleitung Rostock und Abgeordnete des Bezirkstages. 
Seit 1950 Mitglied des Demokratischen Frauenbund Deutschlands (DFD), fungierte sie von 1963 bis 1977 als Vorsitzende des DFD-Bezirksvorstandes Rostock. Ab 1969 war sie Mitglied des Präsidiums, von 1977 bis 1987 Mitglied des Sekretariats des DFD-Bundesvorstandes. Von 1987 bis 1990 war sie dann Vorsitzende der DFD-Geschichtskommission. Von 1981 bis März 1990 war sie für den DFD Abgeordnete der Volkskammer.
Ab 1983 gehörte sie auch dem Zentralvorstand der Gesellschaft für Deutsch-Sowjetische Freundschaft an.

## Einzelnachweis
1. ↑  Trauer.MOZ.de – Hannelore Hauschild. Abgerufen am 18. Dezember 2021.

| Personendaten    | Personendaten                                              |
| ---------------- | ---------------------------------------------------------- |
| NAME             | Hauschild, Hannelore                                       |
| ALTERNATIVNAMEN  | Schmalz, Hannelore (Geburtsname)                           |
| KURZBESCHREIBUNG | deutsche Politikerin (SED), MdV, FDJ- und DFD-Funktionärin |
| GEBURTSDATUM     | 17. Januar 1932                                            |
| GEBURTSORT       | Buckowin                                                   |
| STERBEDATUM      | 18. Juli 2020                                              |
| STERBEORT        | Fredersdorf-Vogelsdorf                                     |